# 罗伯特·麦克纳马拉
罗伯特·斯特蘭奇·麦克纳马拉（英語：Robert Strange McNamara，1916年6月9日—2009年7月6日），美国商人及政治家，美国共和党人，曾任美国国防部长（1961年－1968年，為美國史上任期最久的國防部長）和世界银行行长（1968年－1981年）。
麦克纳马拉於第一次世界大戰結束前出生於舊金山，後畢業於加州大學柏克萊分校，取得經濟學學位，再於哈佛大學商學院取得工商管理碩士學位。二戰時麦克纳马拉服役於美軍陸軍航空隊，職責是以統計學模型評估和改善空軍轟炸的效果。戰後以數理長才受聘於福特汽車，引進新的管理學制度，在45歲時升任至福特集團總裁，地位僅次於亨利·福特二世，1961年接受甘迺迪總統邀請出任國防部長。
麦克纳马拉親歷柏林危機與柏林圍牆建立、古巴豬玀灣事件、古巴飛彈危機與越戰的升高，涉及眾多冷戰時美國的重大決策。卸任後獲美國提名出任世界銀行行長，任職13年之久。麦克纳马拉在古巴飛彈危機中持反對入侵意見，但越戰前期則篤信系統分析做出戰勝預期的推論，晚年則在回憶錄對升高越戰表示後悔，稱「我們錯了，錯的離譜」（We were wrong,terribly wrong）。基於相同的評估，他反對小布什總統出兵伊拉克。麦克纳马拉於2009年7月6日晨逝世於華府，享年93歲，其遺留文書手稿典藏於麻州的甘迺迪總統圖書館。